# Zagórze (rejon lwowski)
Zagórze – wieś na Ukrainie w rejonie lwowskim (wcześniej w rejonie pustomyckim) należącym do obwodu lwowskiego.

## Położenie
Na podstawie Słownika geograficznego Królestwa Polskiego i innych krajów słowiańskich: Zagórze to wieś w powiecie lwowskim, 16 km na południe od Lwowa, 14 km na południowy zachód od sądu pow. w Winnikach .

## Budynki
Jesienią 1937 w gromadzie Zagórze odbyła się uroczystość poświęcenia nowo wybudowanej szkoły i Domu Ludowego TSL. W czerwcu 1938 poświęcono Dom Ludowy.